# 中国暗物质实验
中国暗物质实验（英語：China Dark Matter Experiment，英语缩写：CDEX）是一项在中国锦屏地下实验室开展的、利用直接探测法探测大质量弱相互作用粒子暗物质的科学研究工作。它是中国锦屏地下实验室在2012年12月正式投入使用后的第一个实验项目。2013年和2014年CDEX合作小组分别发表了三批实验数据。

## 发展历史和实验结果
2003年, 清华大学的研究人员通过理论研究和分析, 提出了利用极低能量阈值的高纯锗探测器进行轻质量的大质量弱相互作用粒子的直接探测计划并开展了相关的实验研究。2004年, 清华大学成立了暗物质研究组并利用韩国Y2L地下实验室开始了利用极低能量阈值的高纯锗探测器进行暗物质直接探测的实验研究。2007年, 由中央研究院主导的、清华大学暗物质研究组参与的TEXONO实验组发表了第一个暗物质直接探测实验的物理结果, 确定了利用极低能量阈值的高纯锗探测器探测轻质量大质量弱相互作用粒子的可行性。
2009年中国锦屏地下实验室开始建设,2010年12月正式投入使用，该地下实验室为暗物质探测等需要低本底背景辐射的实验提供了非常好的实验条件。2011年, CDEX合作组利用单体质量为20g的极低能量阈值高纯锗探测器首次在锦屏地下实验室中开展暗物质直接探测实验CDEX-0项目的测试运行后得到了177eVee的能量阈值，在10GeV以下的质量区域得到了比2007年TEXONO更加灵敏的结果。在随后的CDEX-1项目的第一阶段测试中运行了单体质量为1kg的极低能量阈值高纯锗探测器得到了约400eVee的能量阈，经分析得到了中国第一个自主暗物质直接探测实验的物理结果。接着加装了NaI(Tl)反符合探测器的极低能量阈值高纯锗探测器进行第二阶段的测试，排除了采用相同技术的美国CoGeNT得到的信号区域。2014年, CDEX-10的第一个3单元极低能量阈值高纯锗探测器阵列开始测试，借此提高暗物质的探测灵敏度。

## 前景
中国暗物质实验不仅将在锦屏地下实验室继续CDEX-1实验的数据采集，研究项目还将在CDEX-1实验的基础上组装靶材质量达到10kg的极低能量阈值高纯锗探测器阵列置于液氩中,利用液氩起冷却探测器阵列和主动屏蔽作用的同时将液氩作为闪烁探测器开展CDEX-10实验。今后随着更大体积的锦屏地下实验室二期的建成,研究项目还计划开展利用置于液氩中的吨级规模探测器阵列进行CDEX-1T实验。

## 实验装置及技术
CDEX使用放置于NaI(Tl)内的p型点电极高纯锗作为极低能量阈值的高纯锗探测器，NaI(Tl)作为反符合探测器能够有效地降低本底背景輻射。